# Stars & Angels: Songs 1971–75
Stars & Angels: Songs 1971–75 är ett samlingsalbum av Turid, utgivet på det brittiska skivbolaget RPM Retrodisc (Retro 870) 2010. Albumet gavs ut på CD.
Skivan utgörs av låtar tagna från Turids tre första album: Vittras visor (1971), Bilder (1973) och Tredje dagen (1975). Låtarna hade remastrats av Anders Lind och sammanställdes av Kieron Tyler och Mark Stratford.

## Låtlista
1. "Song"
2. "Nyckelbanepigevisa"
3. "Going to Prison"
4. "Vittras vaggvisa"
5. "Crystal Shade of Loneliness"
6. "Sometimes I Think Age Is a Treasure"
7. "Play Macabre"
8. "Bilder"
9. "Tintomara"
10. "Låt mig se dig"
11. "Och sommaren kom"
12. "Tom i bollen"
13. "Ödegårdar"
14. "Vargen"
15. "Personligt brev"
16. "Stjärnor och änglar"
17. "På tredje dagen uppståndna"

### Fotnoter
1. 1 2  ”Stars & Angels: Songs 1971–75”. Discogs.com. http://www.discogs.com/Turid-Stars-Angels-Songs-1971-75/release/3116952. Läst 27 januari 2013.